# Сопітські Полонини
Со́пітські Полони́ни, інколи Щавле́ва Гря́да — гірський хребет в Українських Карпатах, що в масиві Сколівські Бескиди. Знаходиться на південний схід від села Майдан (3,7 км), на південь від сіл Довге (3,6 км) та Сопіт (5.5 км). Повністю розміщений на територіях Національного природного парку «Сколівські Бескиди». З лугів хребта можна побачити долину річки Стрий, скелі в Уричі, різні хребти Сколівських Бескидів, Вододільний хребет, Боржаву та інші.

## Географія
Основна лінія хребта простягається на 7,3 км від залісненої долини річки Крушельниця, що відділяє гряду від північно-західних схилів хребта Парашки, до ізольованої гори Коньова (Героїв Небесної Сотні). Найвища точка — Великий Верх (1175,5 м). Хребет має притаманну масиву асиметричну форму з крутими північними схилами, розчленованими численними потоками, та південні — пологіші з поступовим спуском до долин річок, розділених перемичкою в місцевості «нетрі Громового лісу», що з'єднує Високий Верх з вершиною Серединного хребта Виднога (1132,4 м). 
Схили переважно вкриті ялицевими та ялицево-буковими лісами, а на верхній лінії проростає субальпійське криволісся. В районі гори Щавник знаходяться полонини (вторинні луки), де ростуть багато рослин притаманних для місцевих умов: лілія лісова, декілька видів червонокнижних зозулинців, арніка гірська, верес, чемериця, калган, звіробій та інші.
Поряд з цим, гряда відіграє роль важливого вододолу, тому тут беруть свій початок декілька гірських струмків: Глиняний, Кривець, Сопіт, Лазний, Крушельниця. 
З геоморфологічної точки зору Сопітські полонини, не є окремим хребтом, а належить до цілісного хребта в межах Парашківської морфоструктури, що тягнеться від вершини Корчанка (1177,5 м) до вершини Горб (885,6 м), але з погляду орографічного аналізу має право вважатись окремою структурою через морфологічний роздільник у вигляді долини річки Крушельниця та загальне відокремлене розташування.

## Туризм
Попри те, що хребет є відносно маловідомим у туристичному середовищі, тут проходить кільцевий туристичний шлях  №5049 «Сопітські мандри від водоспаду до полонини», що починається в с. Сопіт та проходить повз водоспад Сопіт. Також тут пролягають маршрути №1 та №504. Фактично, це доволі важкопрохідний хребет, який у порівнянні з Парашкою є більш диким і місцями сильно зарослим, тому недосвідченим туристам його не рекомендують для сходжень.

## Вершини
- Великий Верх (Високий Верх або Широкий Верх)[3][4] (1175,5 м)
- Щавник (1131 м)
- Лаз (1082,3 м)
- Щавина (Голинь)[5] (1035,8 м)